# Itunes Originals – Goldfrapp
iTunes Originals – Goldfrapp är ett livealbum av den brittiska electronicaduon Goldfrapp, utgivet exklusivt genom iTunes den 30 september 2008. Det spelades in tidigare samma år vid Electric Lady Studios i New York. Albumet innehåller liveinspelningar samt kommentarer och anekdoter från duon.

## Låtlista
Låtarna skrivna av Alison Goldfrapp och Will Gregory, där inget annat anges.
1. "iTunes Original"
2. "It Was the First Song Will and I Wrote Together"
3. "Lovely Head" (Goldfrapp, Gregory, Locke, Norfolk)
4. "It's Quite an Unusual Song"
5. "Paper Bag" (iTunes Originals version)
6. "It Was Recorded Outdoors"
7. "Deer Stop"
8. "We Like The Slow-y's"
9. "Black Cherry"
10. "I Never Get Tired of Doing It"
11. "Strict Machine" (iTunes Originals version) (Goldfrapp, Gregory, Nick Batt)
12. "Its Got a Certain Quality About It"
13. "Forever"
14. "It's Another One We Really Like Playing Live"
15. "You Never Know" (iTunes Originals version)
16. "We Did It at the End of the Album"
17. "Satin Chic"
18. "This Version is Very Different"
19. "Ooh La La" (iTunes Originals version)
20. "It Was a Message to Me Really"
21. "Eat Yourself" (iTunes Originals version)
22. "Sentiment of the Song is This Idea of Travelling"
23. "Road to Somewhere" (iTunes Originals version)
24. "I Was Insipred by a Friend of Mine Who Lives in Spain"
25. "Little Bird" (iTunes Originals version)